# Araucaria subulata
Araucaria subulata (араукарія вузьколиста) — вид хвойних рослин родини араукарієвих.

## Поширення, екологія
Цей вид розсіюється на ультраосновних масивах центральних і південних гір. Зрідка зустрічається на висотах 150 м, але найбільш поширена на великих висотах, досягаючи 1070 м. Росте в щільних і вологих тропічних лісах, як правило, в ярах і крутих долинах, в основному в гірських районах.

## Морфологія
Стовпчасте дерево до 50 м заввишки. Кора сіра, відлущуючись в тонкі смужки. Молоді листки голчасті, вузько ланцетні, загнуті всередину. Дорослі листки лускоподібні, жилки помітним, ланцетні, загнуті всередину, 4–6 мм довжиною 2–2,5 мм шириною. Чоловічі шишки циліндричні, 5–10 см довжиною 1,2–1,3 см шириною, мікроспорофіли трикутні. Жіночі шишки кулясті, 11–12 см довжиною 7–9 см шириною. Насіння до 3 см довжиною, горіхи яйцеподібні, крила майже прямокутні.

## Загрози та охорона
Основні потенційні загрози: збільшення частоти виникнення пожеж та пов'язана фрагментація середовища проживання. Кілька субпопуляцій є в фр. Rivière Bleu Provincial Park і фр. Montagne des Sources Nature Reserve.